# Fredrikstad FK
Fredrikstad FK este un club de fotbal din Fredrikstad, Norvegia.

## Palmares
- Prima Ligă Norvegiană:
  - Campioni (9): 1937-38, 1938-39, 1948-49, 1950-51, 1951-52, 1953-54, 1956-57, 1959-60, 1960-61
  - Locul 2 (9): 1949-50, 1954-55, 1955-56, 1958-59, 1964, 1966, 1969, 1972, 2008
- Cupa Norvegiei:
  - Campioni (13): 1932, 1935, 1936, 1938, 1940, 1950, 1957, 1961, 1966, 1984, 2006, 2024
  - Locul 2 (7): 1945, 1946, 1948, 1954, 1963, 1969, 1971
  - Cupa Costa Blanca : 2006